# Museo Zeppelin

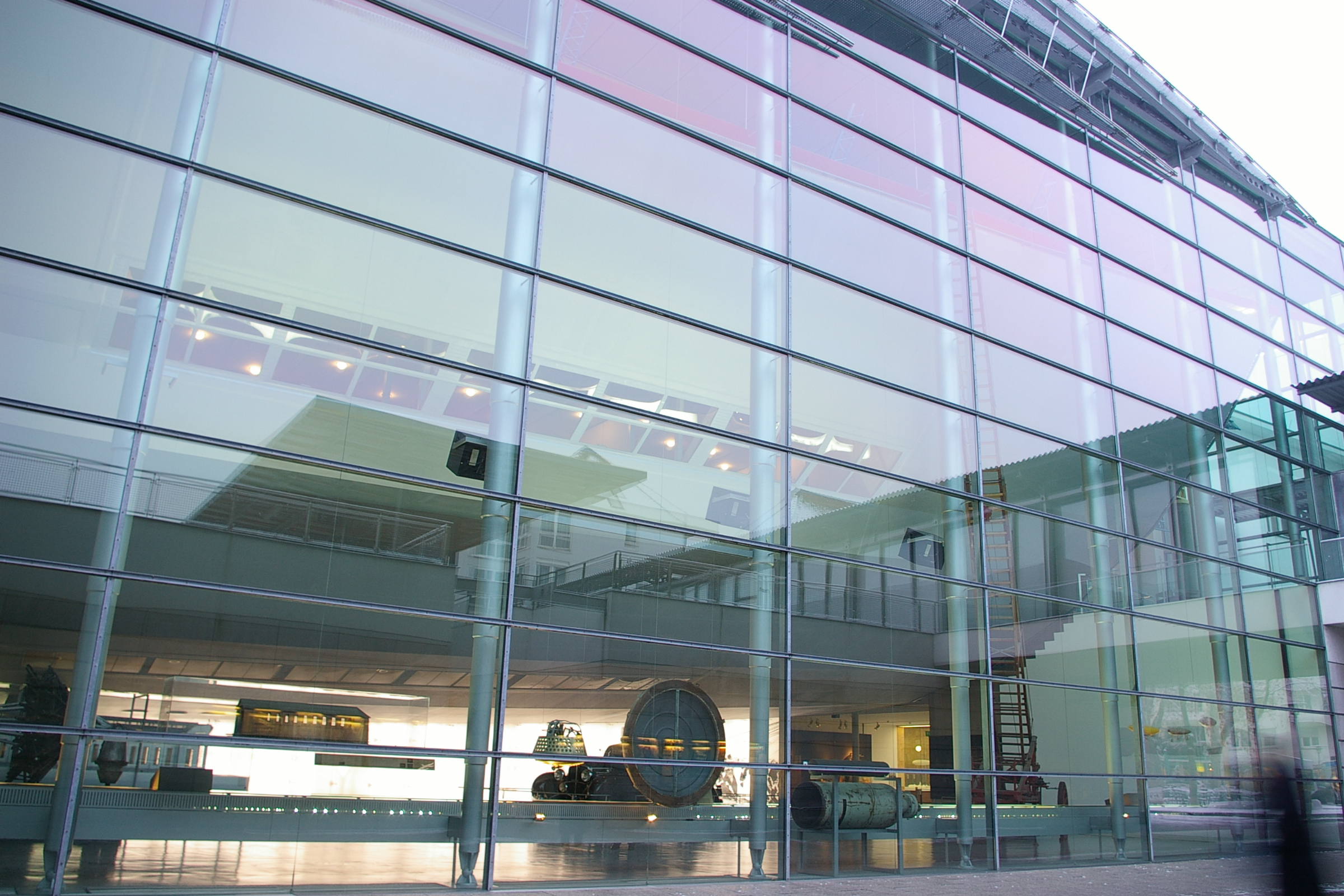
Réplica del LZ129 Zeppelin "Hindenburg" visto a través de las ventanas de cristal del museo.

El Museo del Zeppelin en la sureña ciudad alemana de Friedrichshafen a orillas del lago de Constanza (Bodensee) relata la historia de los dirigibles Zeppelin en la ciudad donde fueron creados. El museo, ubicado en la antigua terminal portuaria (Hafenbahnhof), fue inaugurado en 1996.
La pieza central del museo es una reconstrucción de una sección de 33 metros del dirigible Hindenburg LZ 129, creada por la compañía Zeppelin GmbH. 
El nivel inferior (Cubierta B) de la reconstrucción incluye los lavabos y el salón fumador (no accesible para los visitantes). 
El nivel superior (Cubierta A) incluye el salón de escritura, el lounge, la "promenade" y algunas habitaciones de pasajeros. 
Las piezas del dirigible incluidas en la exhibición abarcan una góndola del motor del dirigible Graf Zeppelin LZ 127 y la porción frontal de proa del dirigible Hindenburg LZ 130, esté último fue rescatado del fuego en la estación aeronaval de Lakehurst, Nueva York el día del desastre. 
El museo contiene un archivo y una biblioteca de investigación. El piso superior del museo exhibe pinturas e ilustraciones del arte del sur de Alemania no relacionadas con la historia del Zeppelin.